# Serguei Volgin
Serguei Volgin   (Almati, 5 de maig de 1960) és un exfutbolista kazakh de la dècada de 1980.
Pel que fa a clubs, defensà els colors de FC Kairat, FC Spartak Moscou i FC Tekstilshchik Kamyshin.
Un cop retirat ha estat entrenador. Trajectòria:
- 2001-2004: Uralan Elista (assistent)
- 2004: Uralan Elista (temporal)
- 2005-2007: Irtysh
- 2008: Atyrau
- 2008: Sunkar
- 2009-2010: Kairat
- 2013: Kaisar
- 2014-2015: Akzhayik
- 2018-present: Fakel Voronezh